# Labor Pains
Labor Pains (Casi embarazada en Latinoamérica y Un trabajo embarazoso en España) es una película dirigida por Lara Shapiro y protagonizada por Lindsay Lohan, Luke Kirby, Chris Parnell, Cheryl Hines y Aaron Yoo. La película en los Estados Unidos se pensó originalmente para los cines, pero luego se decidió que fuera lanzada por televisión en ABC Family el 19 de julio de 2009. La película recaudó a 2,1 millones de telespectadores, una media bastante buena para ese canal. En España se estrenó en cines el 31 de julio de 2009.

## Argumento
Thea Clayhill (Lindsay Lohan) está a punto de perder su trabajo como secretaría de un editor muy irritable, Jerry (Chris Parnell), por lo que se inventa un embarazo para salvar su trabajo, ya que vio en un episodio de la serie de televisión Law & Order que es discriminatorio despedir a una mujer embarazada. El plan funciona, y ella consigue mantener su puesto de trabajo.
Con la ayuda de su compañera Lisa (Cheryl Hines) y una "barriga falsa" robada por ellas en una tienda a un maniquí, Thea finge el embarazo mientras está en el punto de mira. En una reunión, su jefe informa que se marcha fuera de la ciudad y su hermano Nick (Luke Kirby) se hará cargo de la empresa.
En la ausencia de su jefe, Nick decide publicar un libro sobre embarazos, para lo cual lleva a Thea a la reunión con la autora, Suzie Cavandish (Bonnie Somerville). Thea convence a la autora de que son la "casa" perfecta para su libro, entonces Nick lanza una nueva sección en la empresa: la sección familiar, y asciende a Thea como redactora afiliada.
Esto resulta un avance en la vida de Thea, así como el comienzo de su relación amorosa con Nick, ya que antes de conocerle salía con Miles (Aaron Yoo), pero tras un incidente rompen, y Thea tiene que seguir adelante con la mentira, porque cree que todo le va mejor con ello.
En un baby shower organizado por la vecina de Thea, Donna (Ana Ortiz), su hermana Emma (Bridgit Mendler) harta de las mentiras de Thea y dándose cuenta de que Thea cada día se cree más el embarazo, decide terminar con esta farsa, y tras un pelea entre ambas, le rompe la barriga falsa.
Rápidamente, Thea coge un globo y se lo coloca. Más tarde ese mismo día, la autora del libro editado por Nick y este van a hacer su lectura, pero entonces aparece su jefe, que al parecer ha adelantado su vuelta una semana. Al querer Jerry leer su presentación e impedir la de Nick, esto conduce a una discusión entre él y Nick (terminando en que Nick salta sobre él, y luego Thea los separa). Después de insultar a Thea, ella arremete contra él. Nick en un intento de pararla la agarra por el estómago, su globo explota, y los restos salen por debajo del vestido.
Posteriormente, Thea se las ingenia para ir a un programa de debates sobre el libro y hacer que Nick esté entre el público. Ella se disculpa ante Nick, la empresa, y todas las personas a las que les hizo creer la mentira. Nick la perdona, le da un beso, y Thea vuelve a su puesto de trabajo.
La película salta a dos años más tarde. Se ve a Nick y Thea hablando de algo y a Thea embarazada, pero esta vez de verdad. Thea empieza a tener los dolores de parto y entonces Nick y toda la empresa llevan a Thea en una silla hacia el hospital, porque aún están en la empresa, y acaba cuando Nick y Thea salen por la puerta.

## Elenco

### Principal
- Lindsay Lohan como Thea Clayhill.
- Luke Kirby como Nick Steinwald.
- Chris Parnell como Jerry Steinwald.
- Cheryl Hines como Lisa DePardo.
- Bridgit Mendler como Emma Clayhill.

### Secundario
- Tracee Ellis Ross como Kristin Tracee.
- Kevin Covais como Greg.
- Willie Garson como Carl.
- Bonnie Somerville como Suzie Cavandish.
- Ana Ortiz como Donna (vecina).
- Aaron Yoo como Miles.
- Janeane Garofalo como Claire.

- Datos: Q158564